# ヤマト1

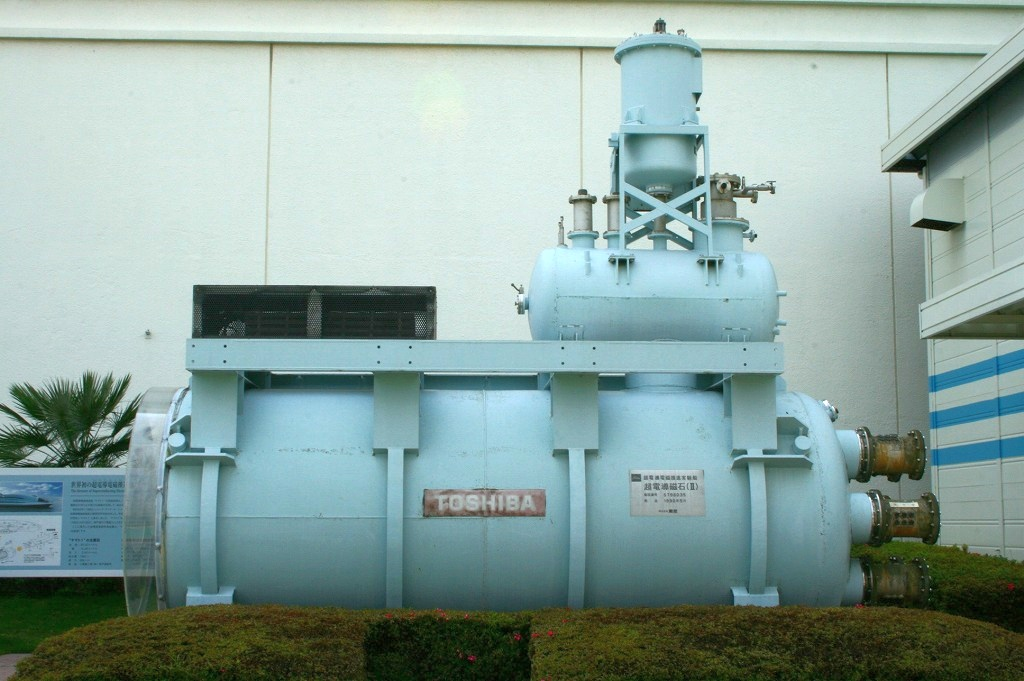
お台場船の科学館にて屋外展示されている推進装置。下側に写る大型容器がクライオスタット。上部に取り付けられた構造物が液体ヘリウム収納容器。クライオスタット右側から海水が侵入し、左側へ排出される。右舷推進器東芝製。

| 神戸海洋博物館で野外展示されていたヤマト1（2006年） |                                  |
| 基本情報                                            |                                  |
| 船舶番号                                            | 133000                           |
| 信号符字                                            | JG5168                           |
| 船籍港                                              | 東京都                           |
| 船歴                                                |                                  |
| 起工                                                | 1989年                           |
| 進水                                                | 1991年2月                        |
| 処女航海                                            | 1992年6月16日                    |
| 性能諸元                                            |                                  |
| 総トン数                                            | 185トン                          |
| 全長                                                | 30.0 m                           |
| 型幅                                                | 10.39 m                          |
| 深さ（型）                                          | 2.50 m                           |
| 計画最大速力                                        | 8ノット（時速15 km）             |
| 定員                                                | 10名（乗員3名、その他7名）       |
| 船殻材質                                            | アルミニウム合金                 |
| 超伝導電磁石 性能諸元                               |                                  |
| 形式                                                | 6連環内部磁場型超伝導電磁石 ×2基 |
| コイル 性能諸元                                     |                                  |
| 中心磁界 単体                                       | 3.5テスラ(T)                     |
| 中心磁界 6連環                                      | 4.0テスラ(T)                     |
| 磁界有効長                                          | 3.000 mm                         |
| 冷却方式                                            | 液体ヘリウム浸漬冷却             |
| クライオスタット 性能諸元                           |                                  |
| 外径                                                | 1.850 mm                         |
| 全長                                                | 5.400 mm                         |
| 常温ボア                                            | 260 mm                           |
| 重量                                                | 15トン以下                       |
| 熱侵入量                                            | 7 ワット以下                     |

ヤマト1（ヤマトワン）とは、1992年（平成4年）6月16日神戸港において、世界で初めて超電導を利用した電磁推進によって有人自力航行に成功した実験船である。
船名である「ヤマト」とは、日本を表すヤマトに由来する。
神戸海洋博物館にて船体と推進装置内部の超伝導電磁石が野外展示されていたが、船体は2016年度に撤去された。右舷側推進装置は船の科学館に屋外展示されている。

## 開発経緯 概要
昭和末期当時世界の造船量50%を超えるシェアを誇り「造船王国」と呼ばれた日本ではあったが、コンテナ船、LNG船、ホバークラフトやジェットフォイルと言った付加価値の高い船舶は国外製が多く、船の「心臓」であるエンジンなども海外製やライセンス生産などに頼らなければならない実情があった。また1985年（昭和60年）当時、日本造船業界は海運不況の煽りを受け軒並み業績が低迷し、それに伴い研究開発なども沈滞傾向であった。そこで、のち「ヤマト1開発研究委員会」委員長となる笹川陽平が国内造船業に問題提起すると共に、経験の浅い技術者養成なども視野に入れた計画を立案する。
通常、船舶はスクリュープロペラを有している。ジェットスキーなどウォータージェット推進器を用いた船舶もジェット噴射構造内部にインペラーと呼ばれる小型高速回転プロペラを利用し、海水を高圧にて噴射することによって推力に変えている。これに対し「ヤマト1」は一切の回転系推力発生器を使用せず、かわりに、超伝導電磁石を利用し強力な磁場を作り出し、磁場中の海水に電流を流してローレンツ力により海水を噴射するウォータージェット推進方式を採用している。これによりスクリューや内燃機などが不要になりほぼ無音航行が可能であり、また不快な振動が無く環境性能も高い。（静粛性が高い。航行により波きり音は発生する。）構造特性からプロペラ部分のスペースが不要になる事により自由度が高い船尾設計が可能になり、船殻を貫通する構造物が無い為に海水が船体内部に侵入しない、スクリューを高速回転させる事で発生するキャビテーションが発生しないなどの利点がある。
推進装置は2基搭載されているが、それぞれ別のメーカーにて製造された。右舷推進器は東芝が担当し、左舷推進器は三菱重工が担当した。また、船殻は専門工業デザイナーに依頼された。
実験船ではあるが、試験航行に関して通常の海域を航行するため海事関係法令の適用を受けなければならない。そこで開発当初からこれが考慮され設計されている。運輸省（現・国土交通省）検査官による基準検査を受け合格したため、船舶国籍証明書、船舶検査証書の交付が行なわれている。
国内外での関心が高く、処女航海日には多くの関係者や海外の軍関係者、造船関係招待者が神戸を訪れている。その他、ロイター通信やワシントン・ポストなどの紙面を飾った。
しかし最終結果として、ヤマト1はディーゼルエンジンで発電し超伝導電磁石の電磁推進力で進む、推進周りの機構だけで30メートルある船体のほとんどを占め、乗員含め定員10名、衝撃に弱く、起動できるまでの予冷に10日以上かかり、液体ヘリウムが大量に必要で、航行すると塩素が発生する、淡水では推進できず汽水域では速度が安定しない、最高速度も自転車相当の船であった。その技術的先進性とは裏腹に、超電導電磁推進船は高コストでエネルギー損失が大きく、従来のディーゼルエンジンとプロペラでそのまま推進したほうが安価かつ効率的であることがヤマト1で示されてしまって以降、電磁推進ならではの静粛性が重要視される潜水艦などの一部の軍事関連の推進装置の研究を除いては、国内外での実用的な超電導電磁推進船の開発計画はない。
ヤマト1は試験航行後の展示保管場所候補として東京と神戸が挙げられたが、検討の結果、神戸市に対し無償譲与することとなった。
1996年より神戸海洋博物館で野外展示されていたが、2016年11月に撤去された。2017年3月頃に解体が完了した。

### 電磁推進の基本原理
電磁推進は、海水中の電流と磁場によりフレミング左手の法則で示される方向に発生するローレンツ力を利用して船を動かす方法である。例えば、電磁石により海水中に上下方向の磁場を発生させ、船体に設けた一対の電極により海水に船体左右方向の電流を流すことで、船の推進力を得ることができる。ローレンツ力ベクトルは磁場と電流の外積で表され、海水電流のジュールロスは電流の2乗に比例するため、同じ推力を得ようとするとき磁束密度が大きいほど推進効率は高くなる。
電磁推進原理は古くから知られており、1961年に米国人であるW.A.Riceにより特許が取得されている。その後マサチューセッツ工科大学で高速船研究を行なっていたR. A. Doragh とウェスティングハウス・エレクトリックの技術者であるS.Wayが、既に電磁推進船の研究を行なっていた。またR. A. Doragh は研究結果から船を推進させるに十分な力を発生させるには、超伝導電磁石ではなければならないと結論した。
日本においては、1976年に神戸商船大学（現・神戸大学海事科学部）の佐治吉郎教授が超伝導に着目し、世界で初めて模型船SEMD-1での実験に成功しており、本船はその発展とも言える。

### 電磁推進方式
電磁推進方式は磁場の種類と範囲で分類される。種類には、磁場が変化しない直流磁場方式と、時間変化する交流磁場方式がある。範囲については、船体外の海水にローレンツ力を発生させる外部磁場方式と、船体内流路の海水を駆動する内部磁場方式がある。
交流磁場方式は海水中に電流を流す必要が無く、電極の信頼性や塩素発生の問題を避けることができる一方、誘導方式であるためエネルギ変換効率を高くすることが難しい。磁場が変化することによるヒステリシスロスなどの損失は、推進効率の低下だけでなく、熱としてクエンチの原因ともなるため、磁束密度を上げる上での技術的リスクがある。
外部磁場方式は先行研究で実績があったが、設計時に磁場の分布と推進性能が予測し易く、漏洩磁場抑制にもメリットのある内部磁場方式が採用された
。そのため、ヤマト1は直流内部磁場方式となった。ヤマト1設計にあたっては漏洩磁場による船体外の係船設備など磁性体構造物との相互作用を予測し、問題のないレベルであることが確認されている。

### 推進装置の運転と海上試験
超電導コイルは、まずガスHe循環により常温から20ケルビン(K)まで温度を低下させ、20K到達後、液体Heの注液により約4Kまで冷却された。熱応力による破壊を避けるため、装置内で40K以上の温度差が発生しないよう監視しながら段階的に温度を低下させ、初期冷却試験ではガスHe循環開始から液体He注液まで15日かかっている。液体He注液に要した時間は約36～48時間である。
曳引力は、三菱重工神戸造船所第6岸壁のボラードと実験船を直径10mmのテトロントエル索により接続し、ロードセルにより計測された。推進装置の運転条件は、磁束密度1T及び2T、海水通電電流最大約2000A。磁束密度2T、電流2000Aのとき曳引力約7500N(文献グラフ読み)、同条件の速度試験では約5.3ノットが得られている。

## 実用化に向けた技術課題
運輸技術審議会諮問第18号に対する答申「チャレンジシップ21計画」では、超電導電磁推進船実用化の主な課題として推進効率と小型軽量化の2項目がリストアップされている
推進効率向上(磁場の強化)
岩田らによる直流内部磁場方式の仮想設計では、海水管磁束密度15Tでプロペラを超える推進効率になるとの結果が得られている。推進効率向上のためにはヤマト1の設計値4Tを約4倍以上に高めることが望ましく、現状の磁束密度と寸法、重さのトレードオフの関係を変える技術開発が必要である。
推進装置の小型軽量化
磁場強化を行うと超電導コイルだけでなく、クライオスタットも大きく、重くなる。また、現在の強磁性材料よりも軽い磁気シールドやコイル配置設計などの技術開発も必要である。推進装置の寸法と重量のため、ヤマト1は排水量185トンでありながら、定員は10人と少ない。
この他、以下の課題がある。
起動時間の短縮
常温から4Kまで超電導コイルを冷却するためには各部の熱膨張の違いを緩和するため時間をかけなければならず約10日間以上要する。航行中に不具合が発生した場合、推進装置の再起動が遅いことは運用範囲を狭くすることになる。
ヘリウム(He)冷却
Heは高価であるため使用量を減らすか、窒素冷却で動作する超電導コイルの開発が求められる。
塩素発生の抑制
海水電流により電極で次亜塩素酸ソーダが発生する。ヤマト1では海水管出口から約1m離れた場所で水道水程度であるものの、出力向上により発生量は増える。この抑制に、電極板表面の材料の工夫等や、交流磁場方式推進機の開発が必要である。

## 開発経過

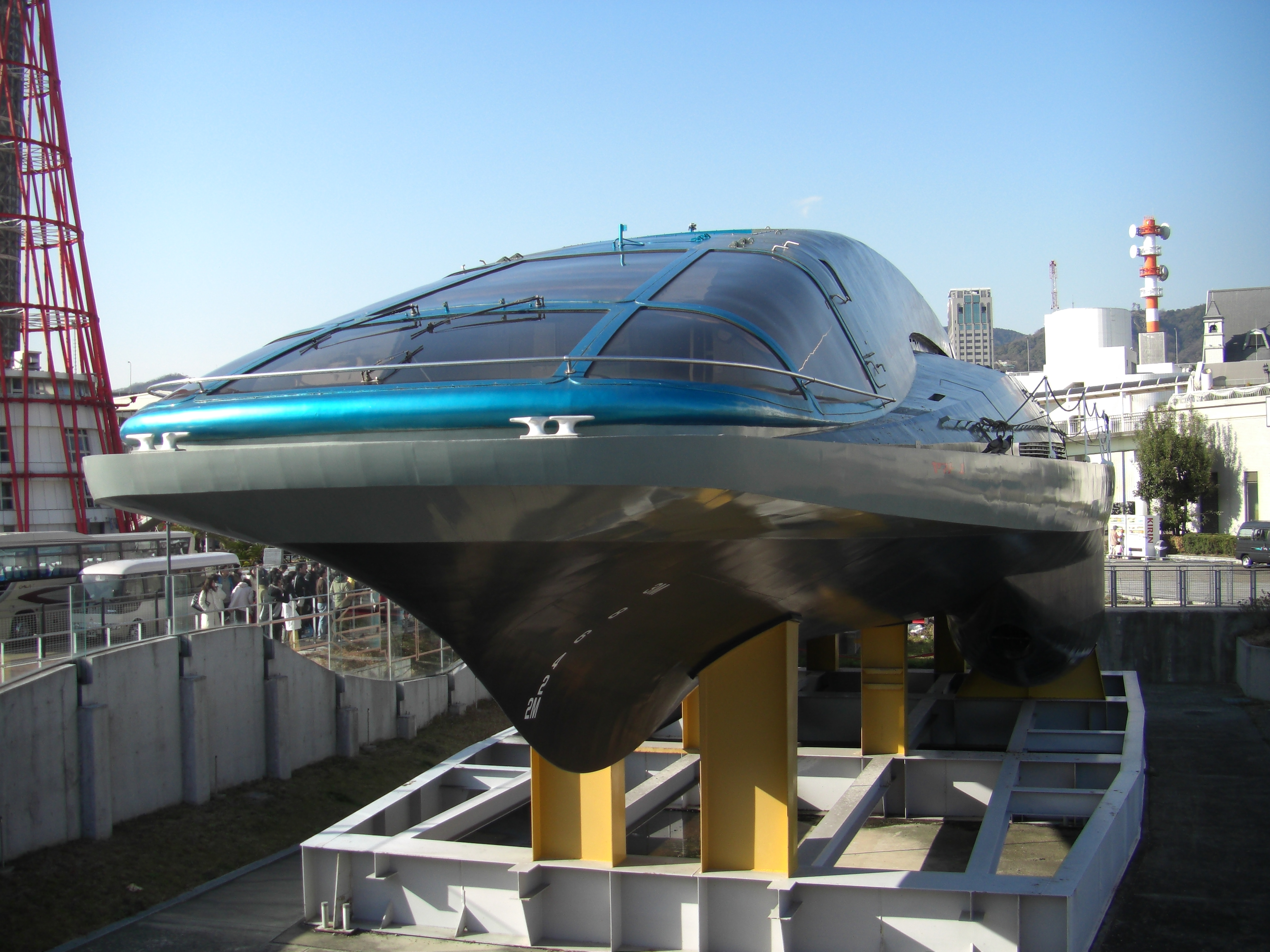
ヤマト1（前面）

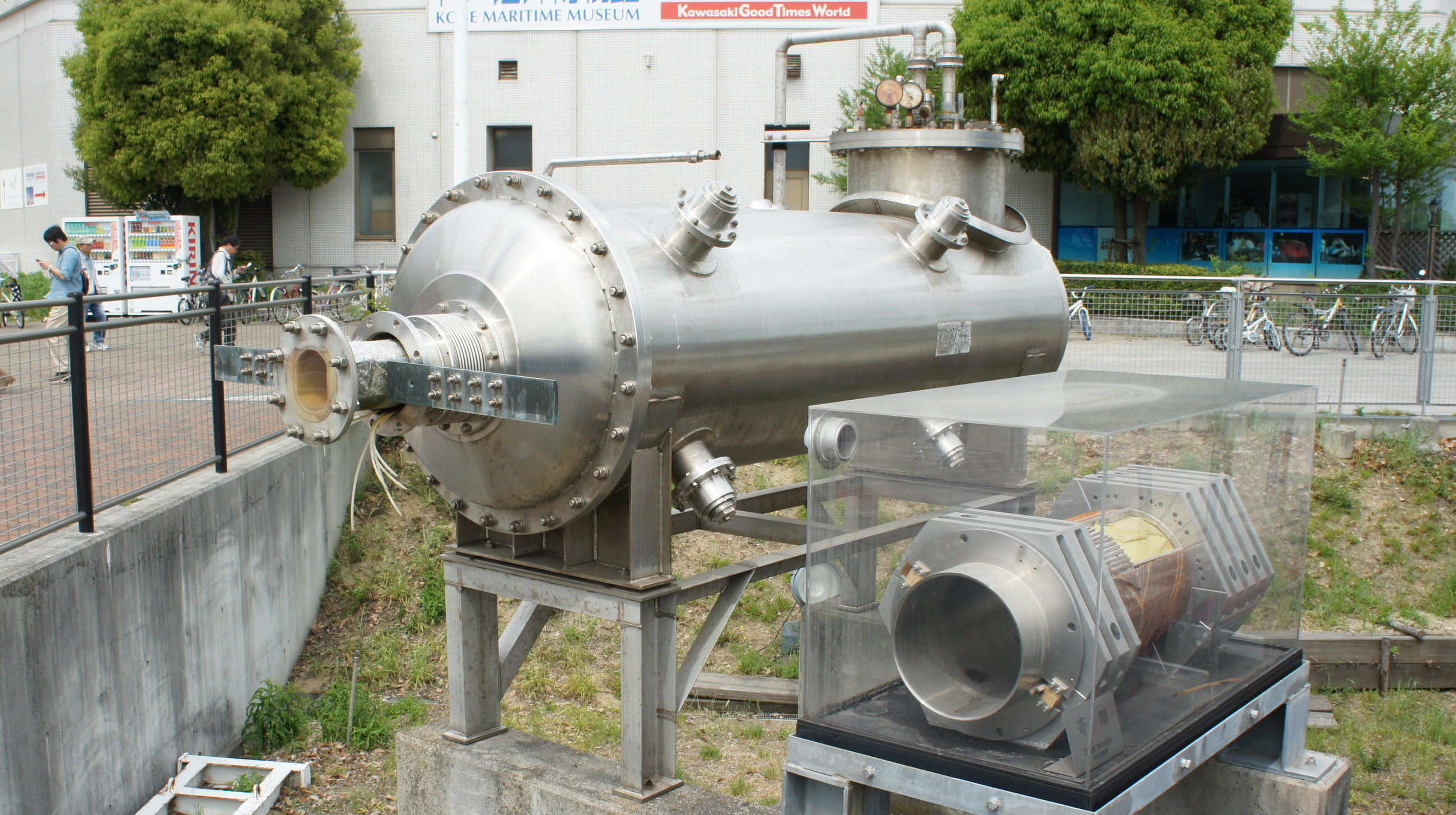
問題抽出と特性実験のために試作された推進装置。全長3350mm、設計値で中心磁場2T、ローレンツ力400N。

1985年（昭和60年） - 日本造船振興財団が主体になり「超電導電磁推進船開発研究委員会」を設立。
電磁推進船の構成およびシステム調査。
超伝導電磁石、低温技術の調査。
回流水槽の設計製作。
1986年（昭和61年）
電磁推進船の推進効率研究。
超伝導電磁石の設計。
船上･地上用ヘリウム冷却装置の設計。
実験棟の建設。
電極材の研究。
1987年（昭和62年）
電磁推進船のモデルテスト。
超伝導電磁石の詳細設計と単体コイル製作。
長水槽の建設。
1988年（昭和63年）
電磁推進船の詳細設計。
コイル・クライオスタットの製作。
冷却装置製作。
試験航海海域の調査。
1989年（平成元年）
電磁推進船の建造着手。艤装。
コイル他推進装置の組み立て調整。
三菱造船神戸内に陸上支援施設建設。
1990年（平成2年）
電磁推進船の完成。
命名式。
推進装置調整。
1991年（平成3年）
ヤマト-1に電磁推進装置の搭載、調整。
1992年（平成4年）
ヤマト-1神戸湾において海上試験航行。評価など行なう。

## ヤマト1以前の電磁推進船研究開発概要

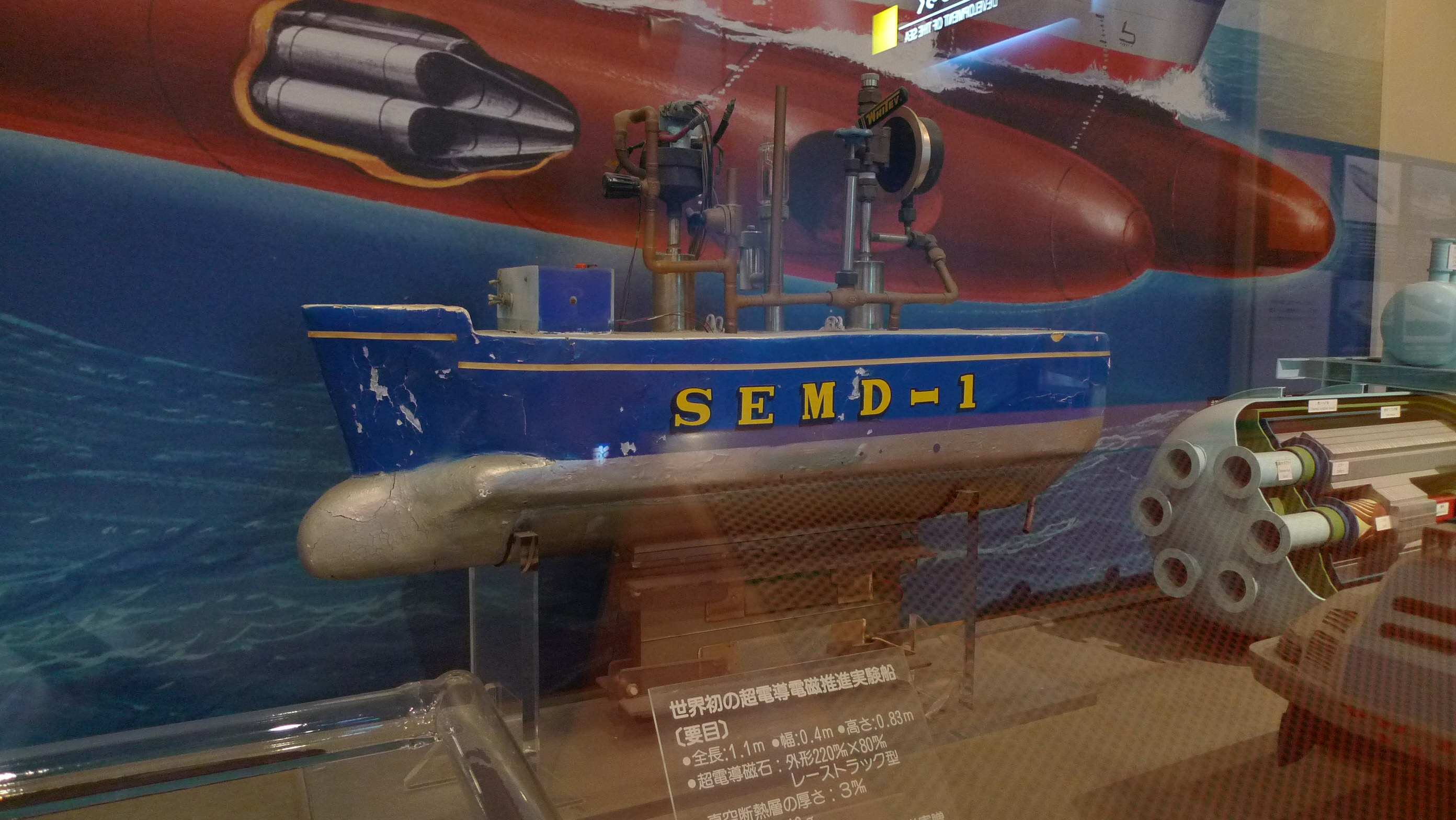
SEMD-1

1961年（昭和36年）
W.A.Riceが電磁推進船のアイデアを米国特許出願。直流外部磁場型。液体金属用電磁ポンプ(例えば、USP2,686,474, Electromagnetic pump, 1954)からの発想。
1962年（昭和37年）
O.M.Phillipsにより交流磁場型が提案された: 。
1963年（昭和38年）
L.R.A.Doraghにより内部磁場推進装置が提案された。
1967年（昭和42年）
S.Wayが直流外部磁場型の世界初の常電導コイルモデル船(EMS-1)を製作。超電導コイルを用いることで推進効率を向上できると結論した。
1976年（昭和51年）
神戸商船大学佐治教授のグループが世界で初めて超電導コイルを用いたモデル船SEMD-1を製作。直流外部磁場型(パネル方式)を採用し、船底にキール状の推進装置を持つ。全長1m、磁束密度0.6Tで約7.5E-2 Nの推進力を得た。SEMD-1は船の科学館本館にて展示されていた。
1979年（昭和54年）
SEMD-1に続く2号モデル船ST-500が製作された。SEMD-1同様パネル方式の直流外部磁場型であるが、電極は船底に水平に並ぶ配置である。全長3.6m、700kg。磁束密度2T、電流65Aで最大推力15N、速度0.6m/sを得た。
1983年（昭和58年）
岩田(川崎重工業)らにより2000t半没水双胴船用電磁推進装置の仮想設計が行われた。直流内部磁場型として、磁束密度は現状の技術範囲の5T(現実モデル)と、超電導技術の進展を期待した15T(将来モデル)の2種。その結果、5Tモデルではプロペラ推進機に推進効率が及ばず、特殊用途の探索が必要との見解が示された。

## ギャラリー

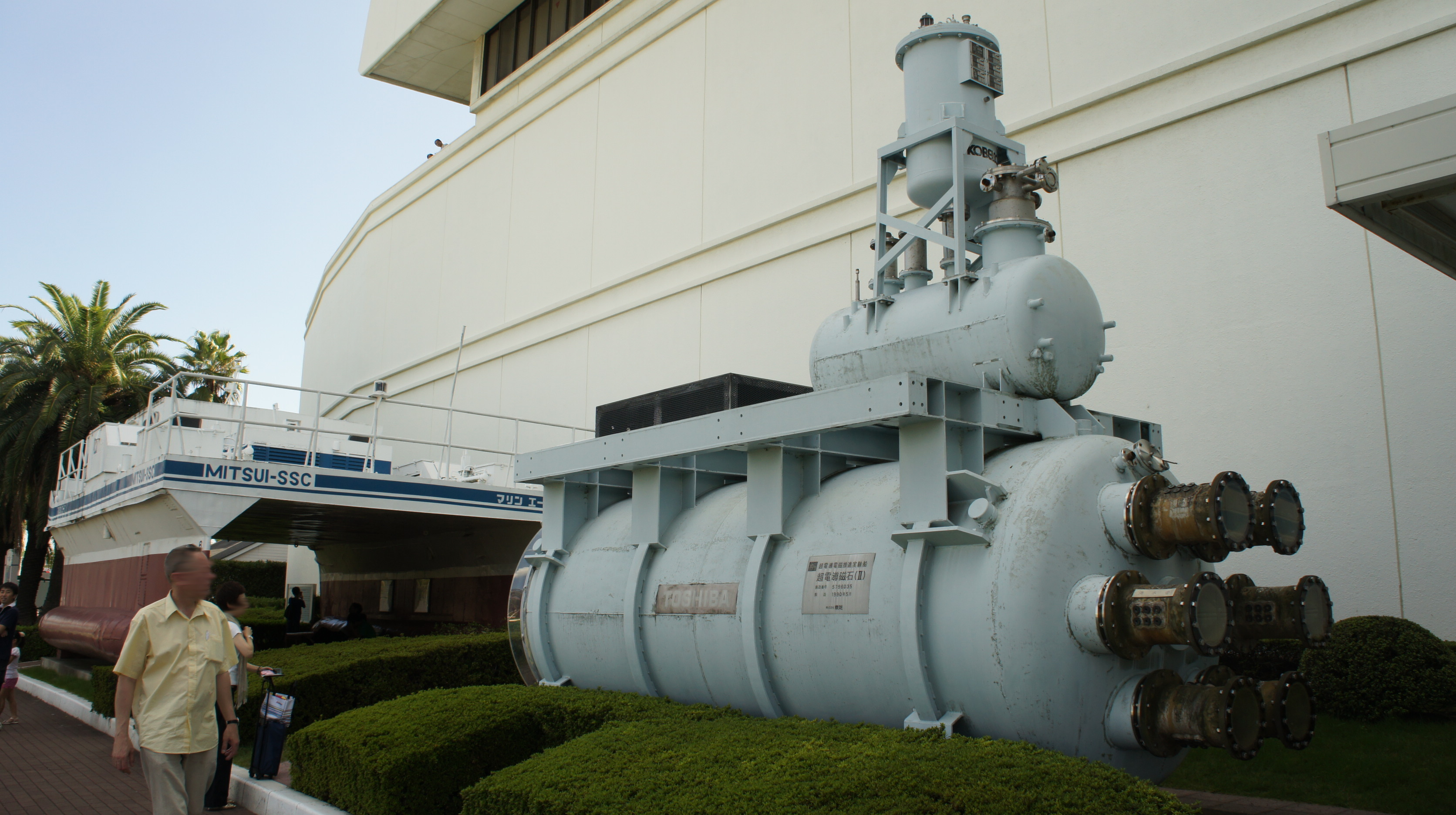
MHDスラスタ外観。船の科学館に展示されていた右舷側。
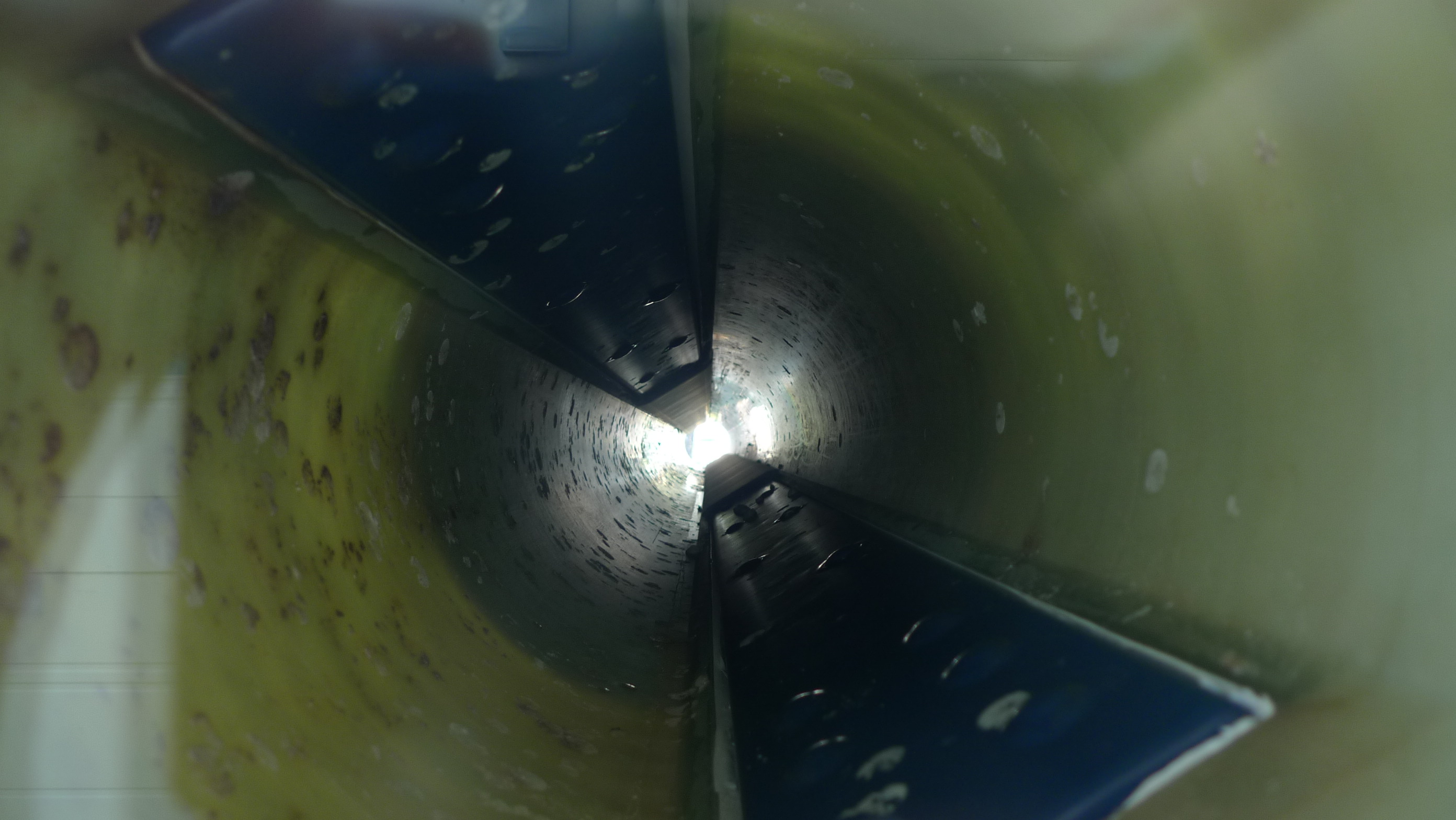
内径240 mmの海水管内部。平坦部100 mm幅、ギャップ175 mmの一対の電極が見える。海水管はエポキシ樹脂GFRP製、電極はチタン合金表面に耐食処理を施したもの。
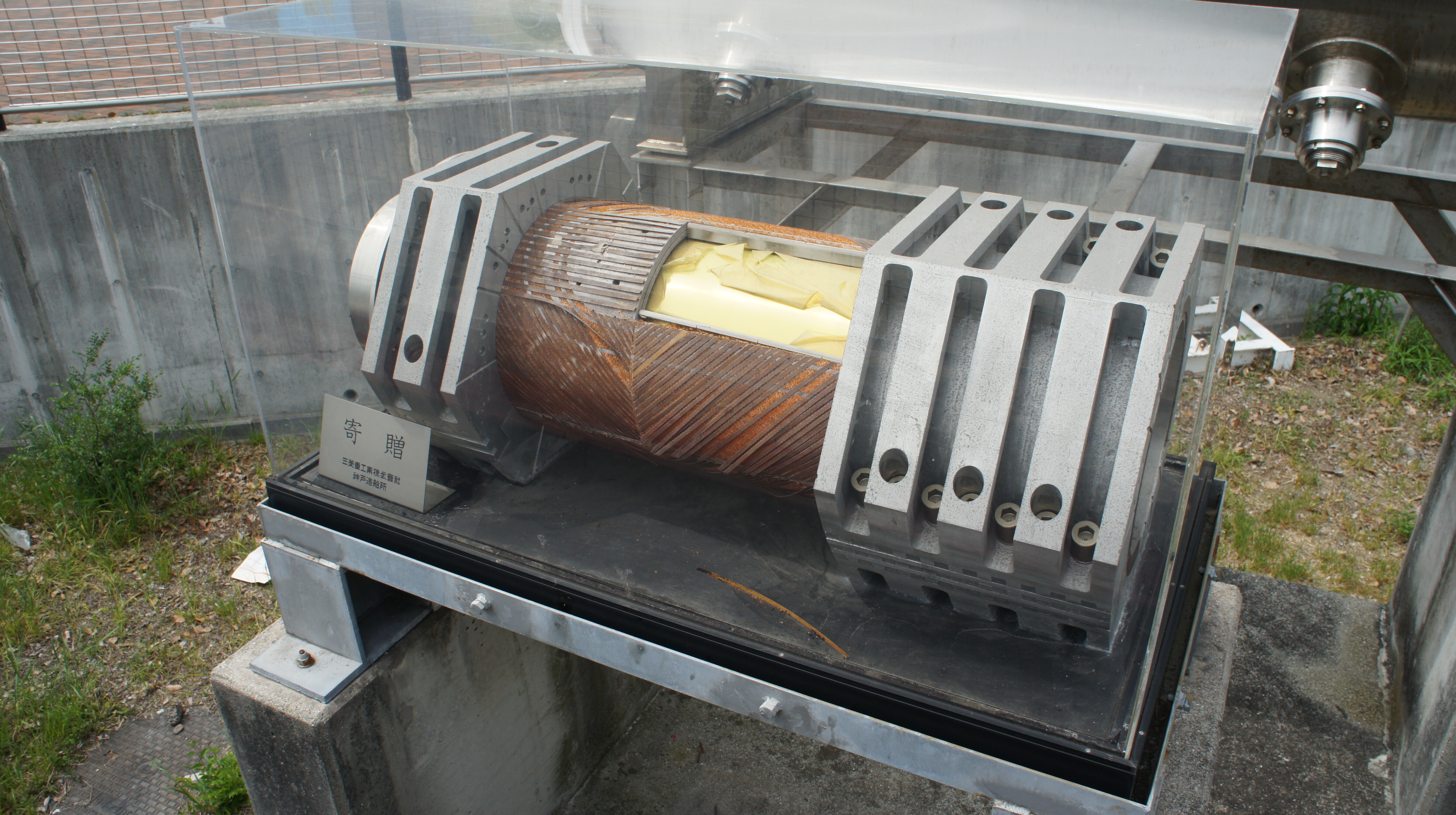
超電導コイル。鞍型2層にNbTi導体が巻かれている。変形によるクエンチ発生を防ぐため、電磁力による変形予測と各種実験にもとづき、六角形のアルミ合金製コイル押さえで59-88 MPaの初期圧縮力が与えられた[20]。
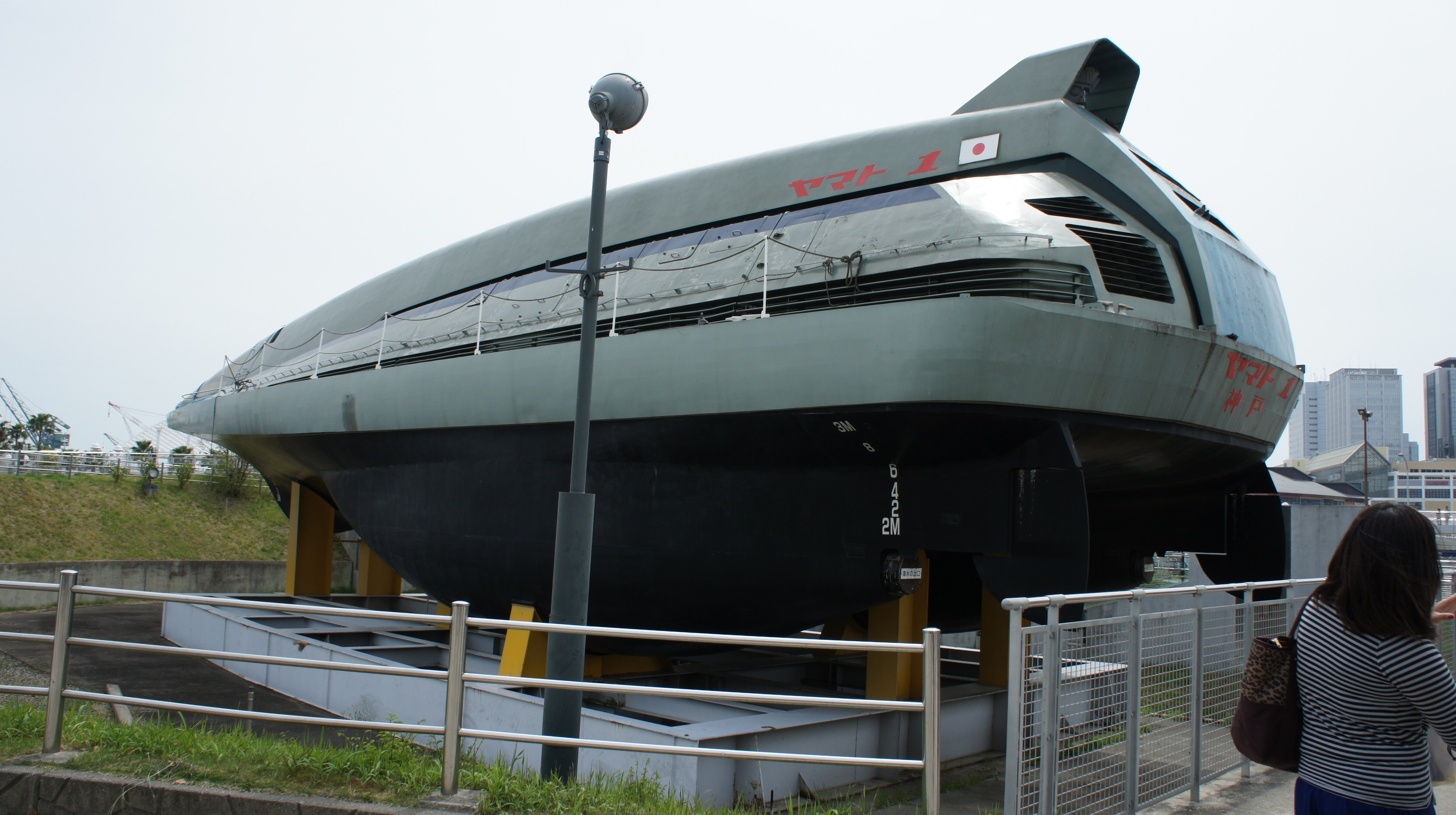
MHDスラスタ収納部外観
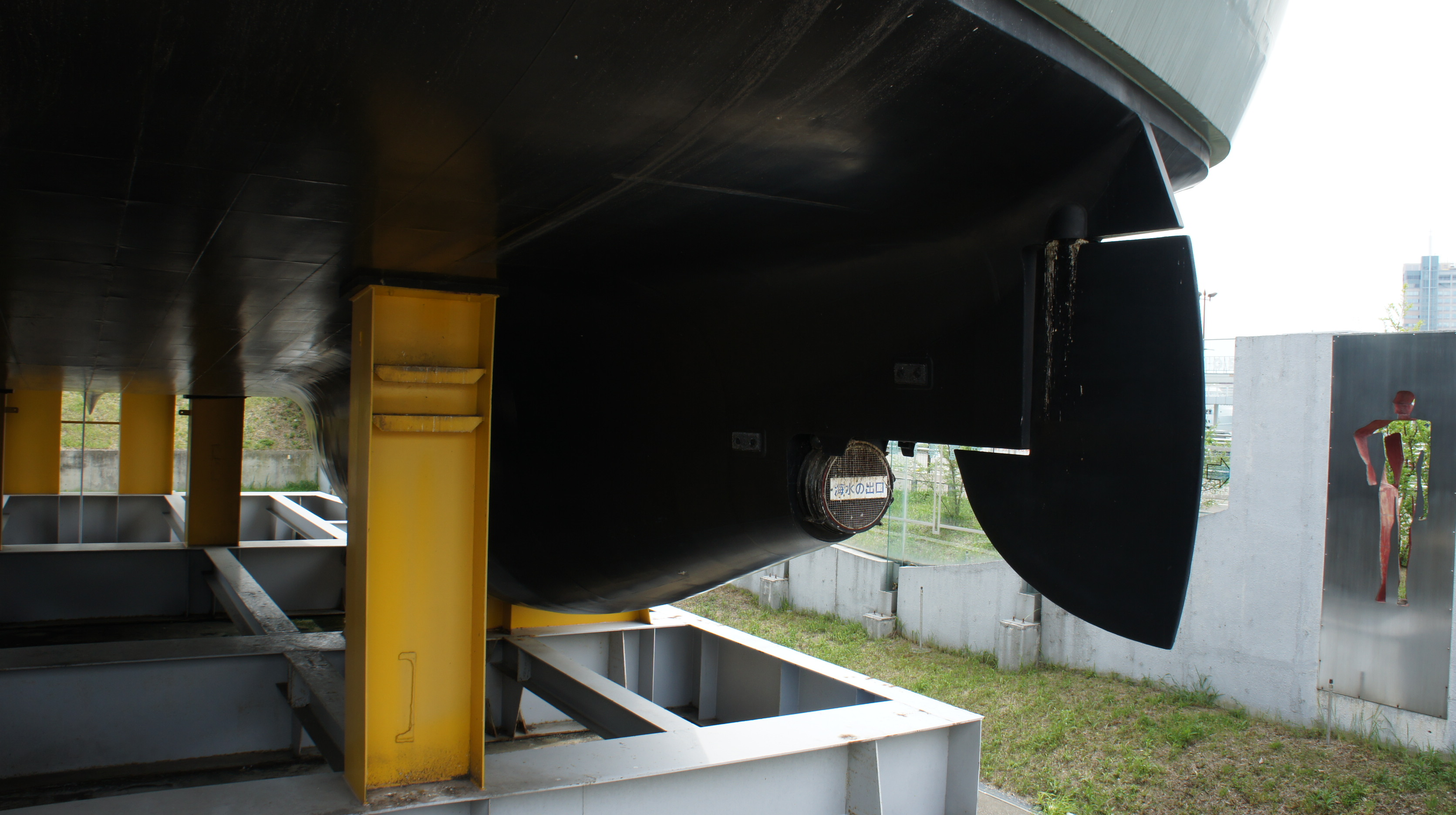
海水噴出ノズル